# Escalafón général
 (avril 2024).
- Si vous ne connaissez pas le sujet, laissez ce bandeau (vous pouvez alors contacter les auteurs).
- Si vous supprimez le contenu mis en cause (vous pouvez préalablement contacter les auteurs),

argumentez précisément cette suppression dans la page de discussion
(un manque de référence n'est pas un argument ; une recherche réelle de référence doit avoir été effectuée, être formellement documentée).
L’escalafón général cite l'escalafón leader pour chaque année depuis 1901, ainsi que pour chacun des matadors, le nombre de corridas combattues dans l’année, ainsi que les statistiques cumulées.
- 1901 : Antonio Fuentes - 60
- 1902 : Ricardo Torres Reina « Bombita » - 57
- 1903 : Antonio Fuentes - 60
- 1904 : Rafael González Madrid « Machaquito » - 65
- 1905 : Ricardo Torres Reina « Bombita » - 61
- 1906 : Rafael González Madrid « Machaquito » - 65
- 1907 : Ricardo Torres Reina « Bombita » - 51
- 1908 : Ricardo Torres Reina « Bombita » - 63
- 1909 : Ricardo Torres Reina « Bombita » - 54
- 1910 : Rafael González Madrid « Machaquito » - 62
- 1911 : Rafael González Madrid « Machaquito » - 66
- 1912 : Rafael Gómez Ortega « El Gallo » - 74
- 1913 : José Gómez Ortega « Joselito » - 80
- 1914 : José Gómez Ortega « Joselito » - 74
- 1915 : José Gómez Ortega « Joselito » - 102
- 1916 : José Gómez Ortega « Joselito » - 104
- 1917 : José Gómez Ortega « Joselito » - 103
- 1918 : José Gómez Ortega « Joselito » - 103
- 1919 : Juan Belmonte - 109
- 1920 : Ignacio Sánchez Mejías - 90
- 1921 : Manuel Granero - 94
- 1922 : Marcial Lalanda - 79
- 1923 : Manuel García López « Maera » - 64
- 1924 : José García « Algabeño Chico » - 50
- 1925 : Marcial Lalanda - 75
- 1926 : Cayetano Ordóñez « El Niño de la Palma » - 78
- 1927 : Cayetano Ordóñez « El Niño de la Palma » - 65
- 1928 : Manuel Jiménez Moreno « Chicuelo » - 81
- 1929 : Marcial Lalanda - 85
- 1930 : Marcial Lalanda - 87
- 1931 : Domingo Ortega - 93
- 1932 : Domingo Ortega - 91
- 1933 : Domingo Ortega - 68
- 1934 : Domingo Ortega - 79
- 1935 : Manuel Mejías Jiménez « Manolo Bienvenida » / Fermín Espinosa « Armillita Chico » - 64
- 1936 : Domingo Ortega - 45
- 1937 : Domingo Ortega - 35
- 1938 : Jaime Noaín / Luis Gómez Calleja « El Estudiante » - 25
- 1939 : Juan Belmonte Campoy - 39
- 1940 : Domingo Ortega - 57
- 1941 : Pepe Luis Vázquez - 68
- 1942 : Pepe Luis Vázquez - 68
- 1943 : Manuel Rodríguez « Manolete » - 73
- 1944 : Manuel Rodríguez « Manolete » - 93
- 1945 : Carlos Arruza - 108
- 1946 : Luis Miguel Dominguín - 62
- 1947 : Agustín Parra « Parrita » - 71
- 1948 : Luis Miguel Dominguín - 100
- 1949 : Manolo González - 78
- 1950 : Manuel Dos Santos - 80
- 1951 : Luis Miguel Dominguín - 98
- 1952 : Antonio Ordóñez - 74
- 1953 : Pedro Martínez « Pedrés » - 48
- 1954 : César Girón - 54
- 1955 : Manuel Jiménez Díaz « Chicuelo II » - 67
- 1956 : César Girón - 68
- 1957 : Gregorio Sánchez - 73
- 1958 : Gregorio Sánchez - 87
- 1959 : Curro Girón - 81
- 1960 : Diego Puerta - 71
- 1961 : Curro Girón - 74
- 1962 : Jaime Ostos / Diego Puerta - 79
- 1963 : Paco Camino - 76
- 1964 : Santiago Martín « El Viti » - 77
- 1965 : Manuel Benítez « El Cordobés » - 111
- 1966 : Paco Camino - 95
- 1967 : Manuel Benítez « El Cordobés » - 109
- 1968 : Miguel Márquez - 101
- 1969 : Miguel Márquez - 97
- 1970 : Manuel Benítez « El Cordobés » - 121
- 1971 : Manuel Benítez « El Cordobés » - 87
- 1972 : Francisco Rivera « Paquirri » - 86
- 1973 : Pedro Gutiérrez Moya « El Niño de la Capea » - 84
- 1974 : Antonio José Galán - 91
- 1975 : Pedro Gutiérrez Moya « El Niño de la Capea » - 92
- 1976 : Pedro Gutiérrez Moya « El Niño de la Capea » - 86
- 1977 : José María Dolls Abellán « Manzanares » - 86
- 1978 : Pedro Gutiérrez Moya « El Niño de la Capea » - 80
- 1979 : Pedro Gutiérrez Moya « El Niño de la Capea » - 76
- 1980 : Dámaso González - 70
- 1981 : Pedro Gutiérrez Moya « El Niño de la Capea » - 67
- 1982 : Juan Antonio Ruiz « Espartaco » - 69
- 1983 : Paco Ojeda - 84
- 1984 : José María Dols Abellán « Manzanares » - 72
- 1985 : Juan Antonio Ruiz « Espartaco » - 91
- 1986 : Juan Antonio Ruiz « Espartaco » - 88
- 1987 : Juan Antonio Ruiz « Espartaco » - 100
- 1988 : Juan Antonio Ruiz « Espartaco » - 82
- 1989 : Juan Antonio Ruiz « Espartaco » - 87
- 1990 : Juan Antonio Ruiz « Espartaco » - 107
- 1991 : Juan Antonio Ruiz « Espartaco » - 80
- 1992 : Enrique Ponce - 100
- 1993 : Enrique Ponce - 110
- 1994 : Jesús Janeiro Bazán « Jesulín de Ubrique » - 153
- 1995 : Jesús Janeiro Bazán « Jesulín de Ubrique » - 161
- 1996 : Jesús Janeiro Bazán « Jesulín de Ubrique » - 121
- 1997 : Enrique Ponce - 108
- 1998 : Manuel Díaz « El Cordobés » - 108
- 1999 : Julián López « El Juli » - 135
- 2000 : Julián López « El Juli » - 106
- 2001 : Juan Serrano « Finito de Córdoba » - 102
- 2002 : Julián López « El Juli »[1] - 112
- 2003 : César Jiménez - 94
- 2004 : César Jiménez - 106
- 2005 : David Fandila « El Fandi » - 107
- 2006 : David Fandila « El Fandi » - 108
- 2007 : Manuel Díaz « El Cordobés » - 97
- 2008 : David Fandila « El Fandi » - 111
- 2009 : David Fandila « El Fandi » - 98
- 2010 : David Fandila « El Fandi » - 95
- 2011 : David Fandila « El Fandi » - 75
- 2012 : David Fandila « El Fandi » - 73
- 2013 : Juan José Padilla - 66
- 2014 : Juan José Padilla - 68
- 2015 : David Fandila « El Fandi »
- 2016 : Alberto López Simón
- 2017 : Andrés Roca Rey
- 2018 : Andrés Roca Rey
- 2024 : Andrés Roca Rey[2]

## Statistiques
Ont été líderes de l’escalafón une seule fois :
- José García « Algabeño Chico » (1924)
- Fermín Espinosa « Armillita Chico » (1935)
- Carlos Arruza (1945)
- Juan Belmonte (1919)
- Juan Belmonte Campoy (1939)
- Manuel Mejías Jiménez « Manolo Bienvenida » (1935)
- Manuel Jiménez Moreno « Chicuelo » (1928)
- Manuel Jiménez Díaz « Chicuelo II » (1955)
- Manuel Dos Santos (1950)
- Luis Gómez Calleja « El Estudiante » (1938)
- Juan Serrano « Finito de Córdoba » (2001)
- Antonio José Galán (1974)
- Rafael Gómez Ortega « El Gallo » (1912)
- Dámaso González (1980)
- Manolo González (1949)
- Manuel Granero (1921)
- Manuel García « Maera » (1923)
- Jaime Noaín (1938)
- Paco Ojeda (1983)
- Antonio Ordóñez (1952)
- Jaime Ostos (1962)
- Francisco Rivera « Paquirri » (1972)
- Agustín Parra « Parrita » (1947)
- Pedro Martínez « Pedrés » (1953)
- Ignacio Sánchez Mejías (1920)
- Santiago Martín « El Viti » (1964)
- Alberto López Simón (2016)

Ont été líderes de l’escalafón deux fois :
- Paco Camino (1963, 1966)
- Manuel Díaz « El Cordobés » (1998, 2007)
- Antonio Fuentes (1901 - 1903)
- César Girón (1954, 1956)
- Curro Girón (1959, 1961)
- César Jiménez (2003, 2004)
- Manuel Rodríguez « Manolete » (1943, 1944)
- José María Dolls Abellán « Manzanares » (1977 , 1984)
- Miguel Márquez (1968, 1969)
- Cayetano Ordóñez « El Niño de la Palma » (1926, 1927)
- Juan José Padilla (2013, 2014)
- Diego Puerta (1960, 1962)
- Gregorio Sánchez (1957, 1958)
- Pepe Luis Vázquez (1941, 1942)
- Andrés Roca Rey (2017, 2018)

Ont été líderes de l’escalafón trois fois :
- Luis Miguel Dominguín (1946, 1948, 1951)
- Jesús Janeiro Bazán « Jesulín de Ubrique » (1994, 1995, 1996)
- Julián López « El Juli » (1999, 2000, 2002)
- Enrique Ponce (1992, 1993, 1997)

Ont été líderes de l’escalafón quatre fois :
- Manuel Benítez « El Cordobés » (1965, 1967, 1970, 1971)
- Marcial Lalanda (1922, 1925, 1929, 1930)
- Rafael González Madrid « Machaquito » (1904, 1906, 1910, 1911)

A été líder de l’escalafón cinq fois :
- Ricardo Torres Reina « Bombita » (1902, 1905, 1907, 1908, 1909)

Ont été líderes de l’escalafón six fois :
- José Gómez Ortega « Joselito » (1913, 1914, 1915, 1916, 1917, 1918)
- Pedro Gutiérrez Moya « El Niño de la Capea » (1973, 1975, 1976, 1978, 1979, 1981)

A été líder de l’escalafón sept fois :
- Domingo Ortega (1931, 1932, 1933, 1934, 1936, 1937, 1940)

Ont été líderes de l’escalafón huit fois :
- Juan Antonio Ruiz « Espartaco » (1982, 1985, 1986, 1987, 1988, 1989, 1990, 1991)
- David Fandila « El Fandi » (2005, 2006, 2008, 2009, 2010, 2011, 2012, 2015)

## Records
- Plus grand nombre de corridas dans l’année : Jesús Janeiro Bazán « Jesulín de Ubrique », 161 corridas en 1995.
- Líderes de l’escalafón avec le plus faible nombre de corridas : Jaime Noaín et Luis Gómez Calleja « El Estudiante », ex aequo avec 25 corridas en 1938.